# Palmyra (Missouri)
Palmyra ist eine City im US-Bundesstaat Missouri im Marion County, dessen Sitz Palmyra ist. Das U.S. Census Bureau hat bei der Volkszählung 2020 eine Einwohnerzahl von 3613 ermittelt.
Die Stadt hat eine Fläche von 7,15 Quadratkilometern.

## Geschichte
Palmyra befindet sich ca. 10 km westlich des Mississippi. Die Stadt liegt auf einem Felsengrund mit einer natürlichen Wasserquelle, die den Ort für Siedler attraktiv machte. Das erste Haus wurde 1818 von Benjamin Vanlandingham gebaut. Palmyra wurde Sitz des neu gegründeten Marion Countys.
1820 hatte Palmyra 150 Einwohner. Ein Jahr später wurde eine Post-Station errichtet.
Der Palmyra Spectator wurde 1839 gegründet und ist heute die älteste durchgängig erscheinende Zeitung in Missouri.
Während des amerikanischen Bürgerkrieges kam es 1862 zum Massaker von Palmyra. Als Vergeltung für die Entführung eines Unionisten wurden zehn gefangene Konföderierte erhängt.

## Söhne und Töchter der Stadt
- Jane Darwell (1879–1967), oscarprämierte Schauspielerin
- Skylar Thompson (* 1997), American-Football-Spieler

## Bilder

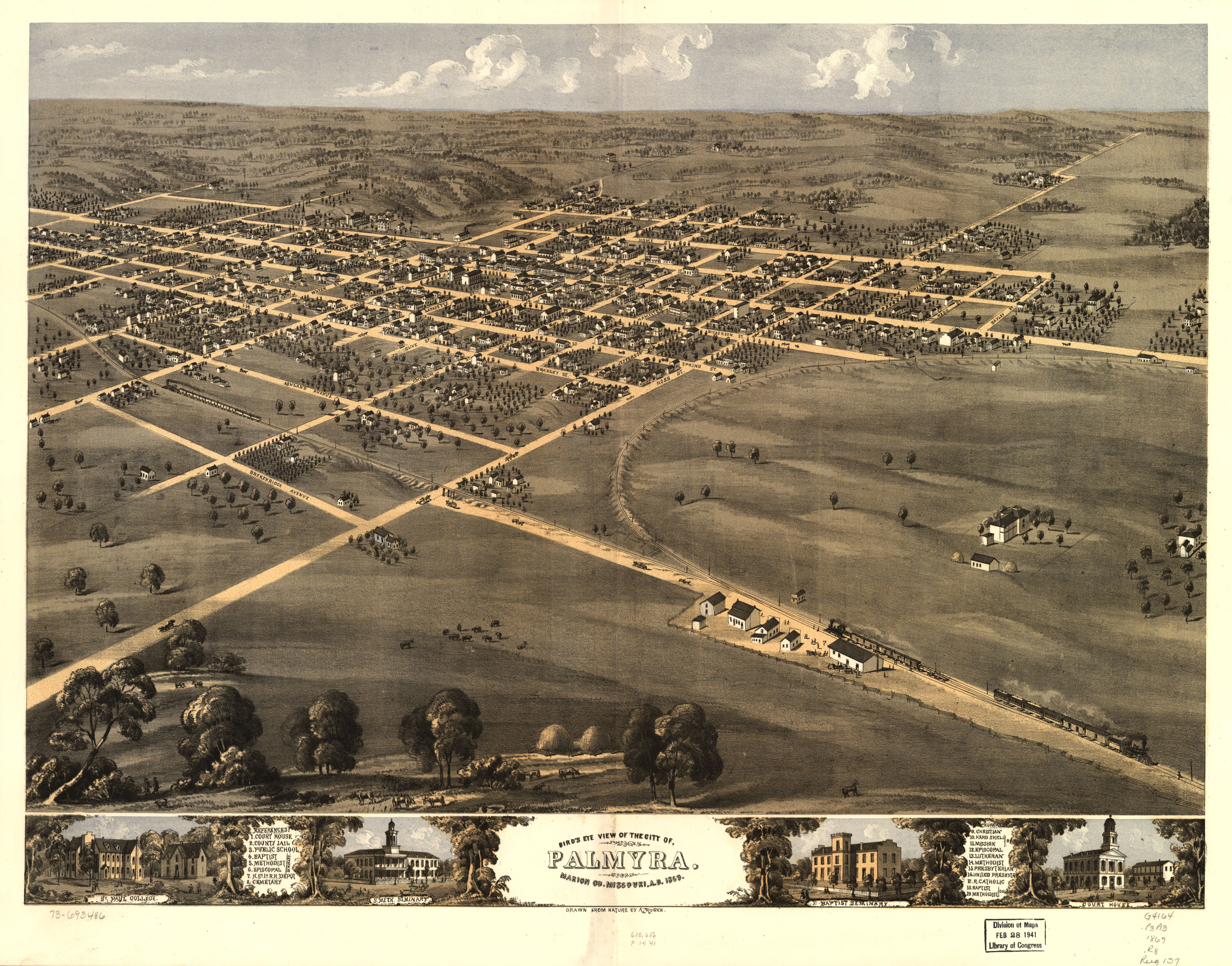
Palmyra 1869
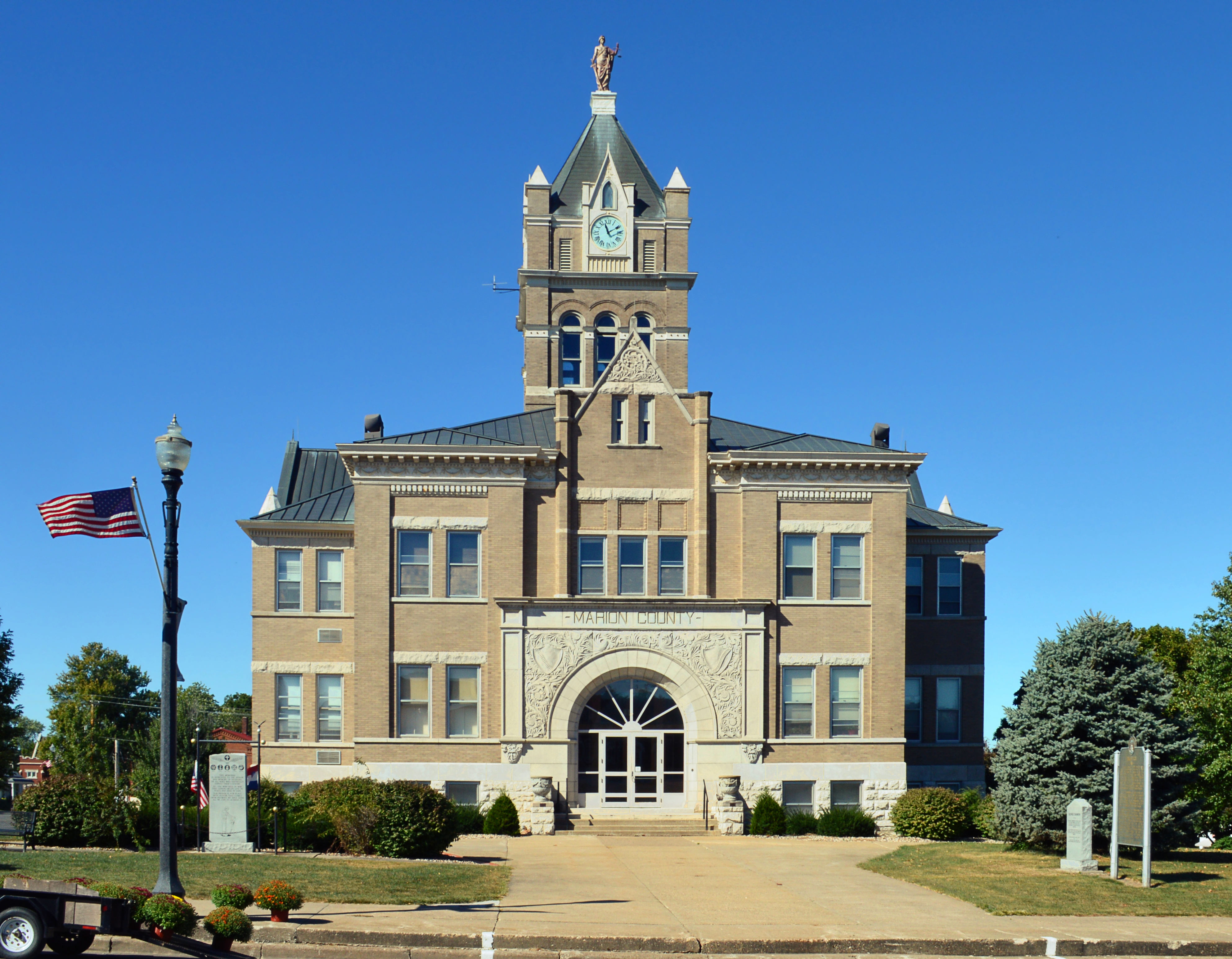
Gerichtsgebäude des Marion Counties
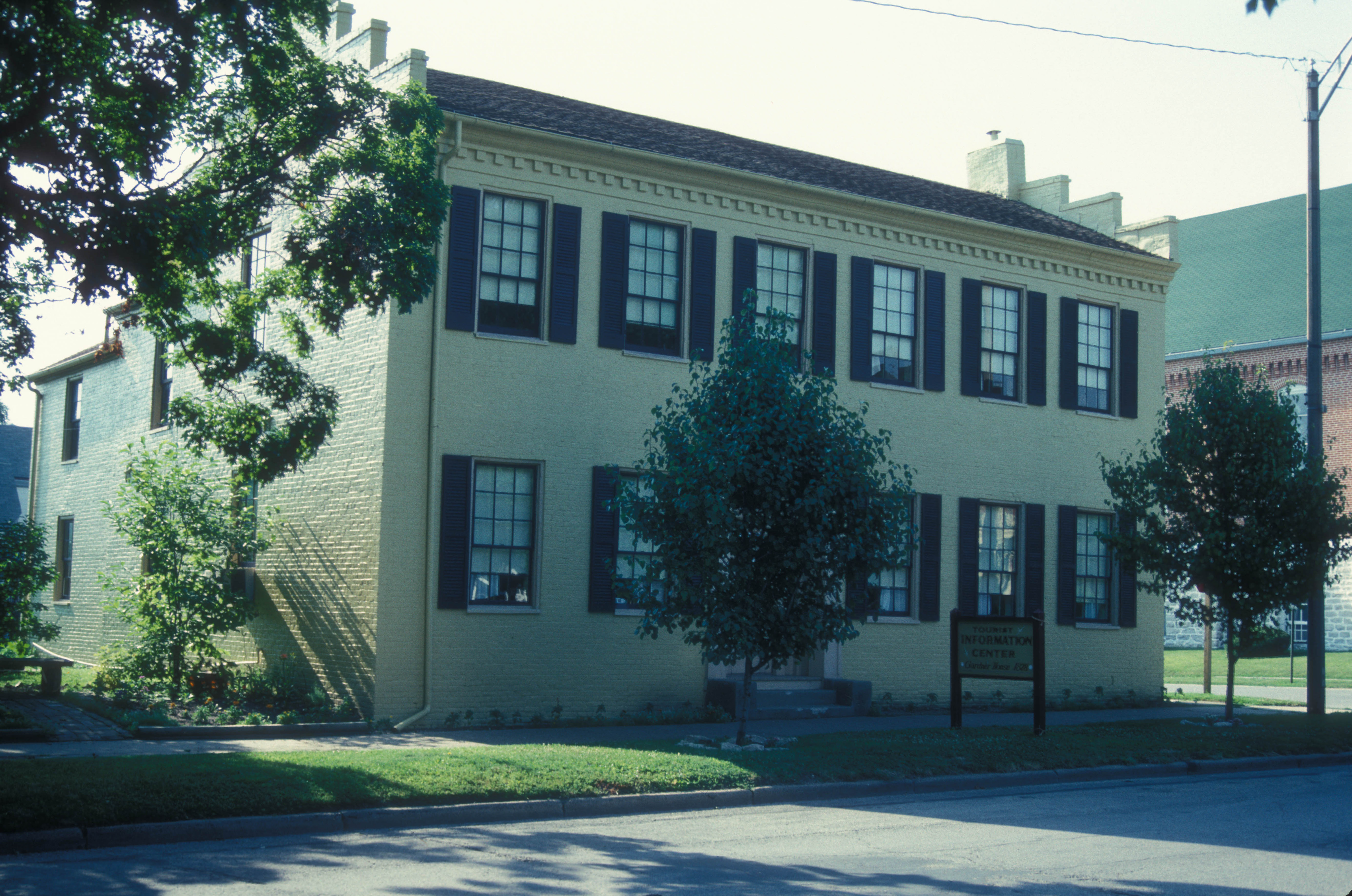
Gardner House in Palmyra
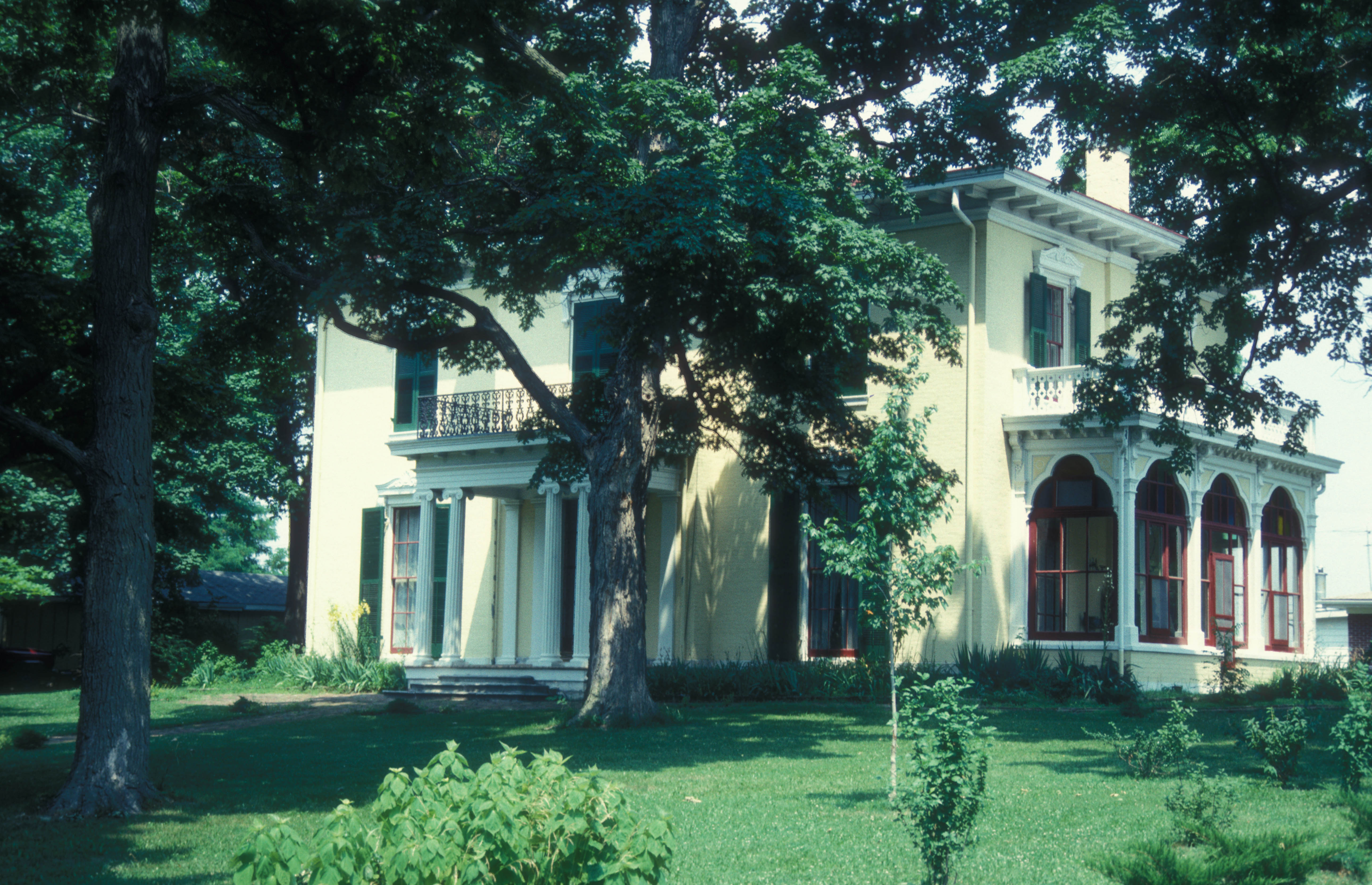
Peter J. Sowers House in Palmyra